# Parco nazionale del fiume Fitzgerald
Il Parco nazionale del fiume Fitzgerald è un parco nazionale dell'Australia Occidentale istituito nel 1973. Dal 1978 il parco fa parte della Rete mondiale di riserve della biosfera dell'UNESCO.

## Territorio
Il parco, che ha una estensione di circa 2970 km², è ubicato nel territorio della contea di Ravensthorpe e della contea di Jerramungup, e si trova 419 km a sud-est di Perth. Il suo territorio è attraversato dal fiume Fitzgerald, da cui prende il nome. Tra i principali rilievi presenti all'interno del parco vi sono i monti Barren e i monti Eyre.

## Flora
Nel parco sono presenti oltre 1800 specie di piante, 62 delle quali sono endemismi ristretti di quest'area. Meritano di essere menzionate Hakea victoria, Pimelea physodes, Banksia coccinea, Banksia speciosa, Eucalyptus preissiana; sono inoltre presenti Verticordia spp., Callistemon spp. e Beaufortia spp. Da segnalare la presenza delle uniche tre popolazioni note di Eucalyptus coronata, per un numero complessivo di 140 alberi, nonché cinque stazioni di Boronia clavata, anch'esse esclusive dell'area. Altre due specie minacciate Ricinocarpos trichophorus e Grevillea infundibularis, si trovano all'interno dei confini del parco, ma possono essere localizzate anche al di fuori di esso.

## Fauna
Il parco ospita 22 specie di mammiferi, 200 specie di uccelli, 41 specie di rettili e 12 specie di rane. Per la ricchezza dell'avifauna è classificato come Important Bird Area; alcune delle specie presenti più rare sono l'uccello di macchia occidentale (Dasyornis longirostris), il parrocchetto dal ventre dorato (Pezoporus flaviventris) e il garrulo olivaceo occidentale (Psophodes nigrogularis). Nel parco è stato inoltre più volte osservato anche il fagiano australiano (Leipoa ocellata). Tra le specie migratorie che temporaneamente possono risiedere nell'area vi sono l'aquila pescatrice panciabianca (Haliaeetus leucogaster), il rondone del Pacifico (Apus pacificus) e la sterna maggiore (Hydroprogne caspia).
Tra i mammiferi presenti nell'area ci sono il raro topo marsupiale macchiato (Parantechinus apicalis) e il topo australiano di brughiera (Pseudomys shortridgei), entrambi in passato ritenuti estinti. Il wallaby tammar (Macropus eugenii) e la bettongia dalla coda a spazzola (Bettongia penicillata), entrambi tra le specie minacciate, sono anch'essi segnalati nel parco. Altre specie degne di nota sono il bandicoot bruno meridionale (Isoodon obesulus), il quoll occidentale (Dasyurus geoffroii) e il fascogale dalla coda rossa (Phascogale calura). Al largo delle coste del parco vi è uno dei siti di riproduzione australiani della balena franca australe (Eubalaena australis).

## Accessi
Il parco ha due vie di accesso principali: una sul versante occidentale, via Bremer Bay e l'altra su quello orientale, via Hopetoun.